# Andesmeeuw
De Andesmeeuw (Chroicocephalus serranus, synoniem: Larus serranus) is een vogel uit de familie Laridae (meeuwen).

## Verspreiding en leefgebied
Deze soort komt voor in de Andes van zuidwestelijk Colombia tot het zuidelijke deel van Centraal-Chili en zuidwestelijk Argentinië.